# Whatever U Like
«Whatever U Like» (с англ. — «Любое твоё желание») — R&B и хип-хоп сингл, написанный американской исполнительницой Николь Шерзингер, Клиффордом Харрисом, Джамалем Джонсом и Шоном Гарреттом для невыпущенного дебютного альбома Шерзингер «Her Name Is Nicole». Николь поёт дуэтом с рэпером T.I. и, кроме того, в сингле есть и вокал Гаррета. В июле 2007 года песня появилась на радиостанциях США.

## История
Многие фаны предполагали, что первым синглом альбома будет песня под названием «Steam», но в апреле 2007 года в своем интервью Шерзингер заявила, что «Steam» даже не войдет в альбом. Позже было подтверждено, что «Whatever U Like» будет первым синглом.

## Музыкальное видео
На композицию «Whatever U Like» был снят видеоклип, режиссёром которого выступил Пол Хантер.

## Чарты
| Чарт (2007)                     | Лучшая позиция |
| ------------------------------- | -------------- |
| Канадский Hot 100               | 57             |
| Румынский Чарт Синглов          | 10             |
| Турецкий Топ 20                 | 7              |
| Bubbling Under Hot 100 Singles  | 4              |
| Billboard Pop 100               | 83             |
| Billboard Hot R&B/Hip-Hop Songs | 113            |
| Немецкий Топ 20                 | 6              |

## Список композиций

### Сингл-версия
| # | Название                             | Время |
| - | ------------------------------------ | ----- |
| 1 | «Whatever U Like»                    | 3:55  |
| 2 | «Whatever U Like (Чистая версия)»    | 3:55  |
| 3 | «Whatever U Like (Инструментальная)» | 3:55  |
| 4 | «Whatever U Like (А капелла)»        | 3:55  |

### Альбомная версия
| # | Название                             | Время |
| - | ------------------------------------ | ----- |
| 1 | «Whatever U Like»                    | 3:39  |
| 2 | «Whatever U Like (Чистая версия)»    | 3:39  |
| 3 | «Whatever U Like (Инструментальная)» | 3:39  |
| 4 | «Whatever U Like (А капелла)»        | 3:39  |